# اکسیون
اکسیون (به انگلیسی: Axion) ذره بنیادی فرضی است که برای حل مشکل سی‌پی قوی در کرومودینامیک کوانتومی (اختصاری QCD) ارائه شده. این ذره بار الکتریکی ندارد و اسپینش صفر می‌باشد. برهم کنش این ذره، جاذبه و الکترو مغناطیس است. در سال ۱۹۷۷ میلادی، روبرتو پسی و هلن کوین یک راه حل ظریف‌تر برای مشکل CP قوی، ارائه کردند. تئوری نشان می‌دهد که اکسیون زیادی در مهبانگ (ماده تاریک سرد) ایجاد شد.